# セントクラウド駅
セントクラウド駅（英語: St. Cloud station）はアメリカ合衆国ミネソタ州セントクラウド イースト・セント・ジャーメイン・ストリート555にある駅。 全米各地を結ぶ旅客鉄道のアムトラックが乗り入れている。

## 概要
当駅は、1909年に1880年代初期の木造駅舎を建て替えるためノーザン・パシフィック鉄道（NP）によって約3万ドルを掛け建設された。ノーザン・パシフィック鉄道は駅の建設中、ノーザン・パシフィック鉄道とグレート・ノーザン鉄道のダイヤモンドクロッシングを管理するため信号扱所を建設した。

## 利用可能な鉄道路線／列車
アムトラックの停車する列車は下記の通り。
シカゴとシアトル / ポートランド間の夜行長距離列車エンパイア・ビルダー … 1往復 発着
※当駅にはシカゴ - シアトル間、シカゴ - ポートランド間の編成とも停車。ワシントン州のスポケーン駅にて連結および切り離しを行う。